# Toots and The Maytals
Toots and the Maytals és una banda jamaicana clau en el panorama de l'ska i el reggae.
El seu so és una barreja de diferents estils com l'ska, el reggae, el soul i el rock. Van ser els primers a utilitzar la paraula "reggae", que es va convertir en la definició de l'estil, en el seu single Do the reggay (1968). Els seus dos últims treballs, True Love (2004) i Light your Light (2007), han obtingut el grammy al millor àlbum reggae.

## Discografia
- I'll Never Grow Old (R&B 1964)
- The Sensational Maytals (Dynamic 1965)
- Sweet And Dandy (Beverleys 1968)
- From the Roots (Trojan 1970)
- Monkey Man (Trojan 1970)
- The Maytals Greatest Hits (Beverleys 1971)
- Slatyam Stoot (Dynamic 1972)
- Funky Kingston (Mango 1973)
- In the Dark (Trojan 1974)
- Original Golden Oldies Vol.3 (Prince Buster 1974)
- Roots Reggae (Dynamic Sounds 1974)
- Reggae Got Soul (Mango 1976)
- Toots Presents the Maytals (Chin Randy's 1977)
- Pass the Pipe (ILPS 1979)
- Pressure Drop (Best of) (Trojan 1979)
- Just Like That (ILPS 1980)
- Toots "Live" (ILPS 1980)
- Dance The Ska Vol. II (EMI 1980)
- Knock Out! (Mango 1981)
- "Live" at Reggae Sunsplash (Sunsplash Record 1983)
- Reggae Greats (Mango 1984)
- Toots In Memphis (Mango 1988)
- Do The Reggae 1966-70 (Attack 1988)
- An Hour Live (Genes 1990)
- Life Could Be a Dream (Studio One 1992)
- Bla.Bla.Bla. (Esoldun 1993)
- Don't Trouble (Reggae Best 1995)
- Experience (Ezperience 1995)
- Roots Reggae (Rhino 1995)
- Time Tough: The Anthology (Island 1996)
- Recoup (Alla Son 1997)
- The Very Best Of Toots And The Maytals (Music Club 1997)
- That's My Number (Orange Street 1998)
- Ska Father (Artista Only! 1998)
- Live in London (Trojan 1999)
- Jamaican Monkey Man (Trojan 1999)
- Monkey Man / From the Roots (Trojan 1999)
- Ska to Reggae (The Sensational Maytals / Slatyam Stoot) (Rhino 1999)
- The Originals (Charly 1999)
- 20 Massive Hits (Metro 2000)
- The Very Best of (Island 2000)
- Broadway Jungle: The Best of Toots and the Maytals 1968-1973 (Trojan 2001)
- The Millenium Collection (MCA 2001)
- The Maytals (Dressed To Kill 2001)
- 54-46 Was My Number: Anthology 1968-2000 (Sanctuary/Trojan 2001)
- Fever (Dressed To Kill 2001)
- Reggae Collection (Universal/Spectrum 2002)
- World is Turning (D&F Records 2003)
- Funky Kingston / In the Dark (Deluxe Pack) (Def Jam 2003)
- Monkey Man (Trojan 2003)
- Sweet and Dandy (Trojan 2003)
- From the Roots (remastered) (Sanctuary/Trojan 2003)
- True Love (V2 / BMG 2004)
- Toots "Live" (Remastered w/bonus tracks) (Island 2004)
- Rhythm Kings (Delta 2005)
- Pressure Drop - The Definitive Collection (Sanctuary/Trojan 2005)
- Roots Reggae (The Classic Jamaican Albums) (Trojan 2005), coffret 6 CD
- World Is Turning (XIII Bis 2005)
- Light Your Light (Concord 2007)
- Flip & Twist" (D&F Music 2010)